# Liste des jeux vidéo les plus chers à produire
Ce qui suit est une liste des jeux vidéo les plus chers à produire, regroupant les œuvres dont le coût total minimum est de 50 millions de dollars. Cette liste est potentiellement incomplète, dans la mesure où certains jeux dont les coûts de production n'ont pas été rendu publics n'y sont pas représentés.

## Liste
| Rang | Titre                                    | Année                    | Développeur                | Éditeur                                   | Plate-forme(s)                                  | Coût de développement (en million de $) | Coût marketing (M$) | Coût total (M$) | Coût total avec inflation en 2025 (M$) |
| ---- | ---------------------------------------- | ------------------------ | -------------------------- | ----------------------------------------- | ----------------------------------------------- | --------------------------------------- | ------------------- | --------------- | -------------------------------------- |
| 1    | Grand Theft Auto VI                      | 2026                     | Rockstar Studios           | Rockstar Games                            | PS5, Xbox Series, PC                            | ~1000                                   | Inconnu             | Inconnu         | Inconnu                                |
| 2    | Star Citizen + Squadron 42               | En développement         | Cloud Imperium Games       | Cloud Imperium Games                      | PC                                              | 702,                                    | 87+,                | 789+            | 789+                                   |
| 3    | Red Dead Redemption 2                    | 2018                     | Rockstar Studios           | Rockstar Games                            | PC, PS4, Stadia , Xbox One                      | 370~540                                 | 200–300             | 570–840         | 800+                                   |
| 4    | Call of Duty: Black Ops Cold War         | 2020                     | Treyarch et Raven Software | Activision                                |                                                 |                                         |                     | 700             |                                        |
| 5    | Call of Duty: Modern Warfare             | 2019                     | Infinity Ward              | Activision                                |                                                 |                                         |                     | 640             |                                        |
| 6    | Destiny                                  | 2014                     | Bungie                     | Activision                                | PS3, PS4, Xbox 360, Xbox One                    | 140                                     | 360                 | 500             | 542                                    |
| 7    | Call of Duty: Black Ops III              | 2015                     | Treyarch                   | Activision                                |                                                 |                                         |                     | 450             |                                        |
| 8    | Cyberpunk 2077                           | 2020                     | CD Projekt RED             | CD Projekt                                | PC, PS4, Stadia, Xbox One,Xbox Series, PS5      | 174                                     | 142                 | 316             | 316+                                   |
| 9    | Marvel's Spider-Man 2                    | 2023                     | Insomniac Games            | Sony Interactive Entertainment            | PlayStation 5                                   | 300                                     |                     |                 |                                        |
| 10   | Call of Duty: Modern Warfare 2           | 2009                     | Infinity Ward              | Activision                                | PC, PS3, PS4, Xbox 360, Xbox One                | 50                                      | 200                 | 250             | 298                                    |
| 11   | Grand Theft Auto V                       | 2013                     | Rockstar North             | Rockstar Games                            | PC, PS3, Xbox 360, PS4, Xbox One, PS5           | 137                                     | 128                 | 265             | 291                                    |
| 12   | Final Fantasy VII                        | 1997                     | Square                     | Square                                    | PS, PC                                          | 45                                      | 100                 | 145             | 231                                    |
| 13   | Star Wars: The Old Republic              | 2011                     | BioWare                    | Electronic Arts, LucasArts                | PC                                              | 200                                     |                     | 200+            | 227                                    |
| 14   | Shenmue II                               | 2001                     | Sega AM2                   | Sega                                      | Dreamcast, Xbox                                 |                                         |                     | 132             | 191                                    |
| 15   | Assassin's Creed Unity                   | 2014                     | Ubisoft Montreal           | Ubisoft                                   | PC, PS4, Stadia, Xbox One                       | 70                                      | 70                  | 140             | 151                                    |
| 16   | Shadow of the Tomb Raider                | 2018                     | Eidos Montréal             | Square enix                               | PS, Stadia, Xbox One, PC                        | 75-100                                  | 35                  | 135             | 135                                    |
| 17   | Dead Space 2                             | 2011                     | Visceral Games             | Electronic Arts                           | PS3, Xbox 360, PC                               | 120                                     |                     | 120             | 136                                    |
| 18   | Grand Theft Auto IV                      | 2008                     | Rockstar North             | Rockstar Games                            | PS3, Xbox 360, PC                               | 100                                     |                     | 100+,           | 119                                    |
| 19   | Too Human                                | 2008                     | Silicon Knights            | Microsoft Game Studios                    | Xbox 360                                        | 100                                     |                     | 100             | 119                                    |
| 20   | Max Payne 3                              | 2012                     | Rockstar Studios           | Rockstar Games                            | PC, Xbox 360, PS3, OS X                         | 105                                     |                     | 105             | 117                                    |
| 21   | Red Dead Redemption                      | 2010                     | Rockstar San Diego         | Rockstar Games                            | PS3, Xbox 360                                   | 80-100                                  |                     | 100             | 117                                    |
| 22   | Disney Infinity                          | 2013                     | Avalanche Software         | Disney Interactive Studios                | PS3, Xbox 360, Wii U, 3DS, PC                   | 100                                     |                     | 100             | 110                                    |
| 23   | Deadpool                                 | 2013                     | High Moon Studios          | Activision                                | PS3, Xbox 360, PC                               | 100                                     |                     | 100             | 110                                    |
| 24   | Tomb Raider                              | 2013                     | Crystal Dynamics           | Square Enix                               | PS3, Xbox 360, PC                               | 100                                     |                     | 21              | 110                                    |
| 25   | Shenmue                                  | 1999                     | Sega AM2                   | Sega                                      | Dreamcast                                       | 47                                      | 23                  | 70              | 107                                    |
| 26   | Marvel's Spider-Man: Miles Morales       | 2020                     | Insomniac Games            | Sony Interactive Entertainment            | PlayStation 5                                   | 90                                      |                     |                 |                                        |
| 27   | Halo MMO                                 | annulé                   | Ensemble Studios           | Microsoft Game Studios                    | PC                                              | 90                                      |                     | 90              | 90                                     |
| 28   | Lost Ark                                 | 2022                     | Tripod Studio              | Tripod Studio                             | PC                                              | 88                                      |                     | 88              | 88                                     |
| 29   | Defiance                                 | 2013                     | Trion Worlds               | Trion Worlds                              | PC, PS3, Xbox 360                               | 80+                                     |                     | 80              | 88                                     |
| 30   | Metal Gear Solid 4: Guns of the Patriots | 2008                     | Kojima Productions         | Konami                                    | PS3                                             | 70                                      |                     | 70+             | 83+                                    |
| 31   | Pokémon Rouge et Bleu                    | 1996                     | Game Freak                 | Nintendo                                  | Game Boy, Game Boy Color                        |                                         | 50                  | 50+             | 82+                                    |
| 32   | Final Fantasy XIII                       | 2009                     | Square Enix                | Square Enix                               | PS3, Xbox 360                                   | 65+                                     |                     | 65+             | 77+                                    |
| 33   | Rift                                     | 2011                     | Trion Worlds               | Trion Worlds                              | PC                                              |                                         |                     | 60-70           | 70                                     |
| 34   | Watch Dogs                               | 2014                     | Ubisoft Montreal           | Ubisoft                                   | PC, PS3, PS4, Stadia, Wii U, Xbox 360, Xbox One | 68                                      |                     | 68+             | 68+                                    |
| 35   | Halo 3                                   | 2007                     | Bungie                     | Microsoft Game Studios                    | Xbox 360                                        | 60                                      |                     | 60              | 74                                     |
| 36   | Crysis 3                                 | 2013                     | Crytek Frankfurt           | Electronic Arts                           | PS3, Xbox 360, PC                               | 66                                      |                     | 66              | 72                                     |
| 37   | Tom Clancy's Ghost Recon: Future Soldier | 2012                     | Ubisoft Paris              | Ubisoft                                   | PC, Xbox 360, PS3                               | 65                                      |                     | 65              | 72                                     |
| 38   | Gran Turismo 5                           | 2010                     | Polyphony Digital          | Sony Computer Entertainment               | PS3                                             | 60                                      |                     | 60              | 70                                     |
| 39   | Final Fantasy XII                        | 2006                     | Square Enix                | Square Enix                               | PS2                                             | 52.3                                    |                     | 52.3+           | 66+                                    |
| 40   | Heavy Rain                               | 2010                     | Quantic Dream              | Sony Computer Entertainment               | PS3                                             | 23.2                                    | 32.4                | 55.6            | 65                                     |
| 41   | Halo: Reach                              | 2010                     | Bungie                     | Microsoft Game Studios                    | Xbox 360                                        | 55                                      |                     | 55              | 64                                     |
| 42   | Final Fantasy IX                         | 2000                     | Square                     | Square                                    | PS                                              | 40                                      |                     | 40+             | 59+                                    |
| 43   | APB: All Points Bulletin                 | 2010                     | Realtime Worlds            | Realtime Worlds                           | PC                                              | 50                                      |                     | 50+,            | 59                                     |
| 44   | Call of Duty: Elite                      | 2011                     | Beachhead Studios          | Activision                                | PC                                              | 50                                      |                     | 50              | 57                                     |
| 45   | Homefront                                | 2011                     | Kaos Studios               | THQ                                       | PC, Xbox 360, PS3, OnLive                       | 50                                      |                     | 50+             | 57                                     |
| 46   | L.A. Noire                               | 2011                     | Team Bondi                 | Rockstar Games                            | PS3, Xbox 360, PC                               | 50                                      |                     | 50              | 57                                     |
| 47   | DC Universe Online                       | 2012                     | Sony Online Entertainment  | Sony Computer Entertainment, Warner Bros. | PC, PS3, PS4                                    | 50                                      |                     | 50              | 56                                     |
| 48   | The Secret World                         | 2012                     | Funcom                     | Electronic Arts                           | PC                                              | 50                                      |                     | 50              | 56                                     |
| 49   | This is Vegas                            | annulé (prévu pour 2010) | Surreal Software           | Warner Bros. Interactive Entertainment    | PC, Xbox 360, PS3                               | 50                                      |                     | 50              | 50                                     |
| 50   | World of Warcraft                        | 2004                     | Blizzard Entertainment     | Blizzard Entertainment                    | PC                                              | 40+                                     |                     | 40              | 54                                     |